# متی فریات
متی فریات (انگلیسی: Matty Fryatt؛ زادهٔ ۵ مارس ۱۹۸۶) بازیکن فوتبال اهل بریتانیا است.
از باشگاه‌هایی که در آن بازی کرده‌است می‌توان به باشگاه فوتبال شفیلد ونزدی، باشگاه فوتبال ناتینگهام فارست، باشگاه فوتبال هال سیتی، باشگاه فوتبال کارلایل یونایتد، باشگاه فوتبال والسال، و باشگاه فوتبال لستر سیتی اشاره کرد.
وی همچنین در تیم ملی فوتبال زیر ۱۹ سال انگلستان بازی کرده‌است.